# Rossana Chahla
Rossana Elena Chahla (née le 3 avril 1966) est une gynécologue et une femme politique argentine.

## Biographie
Rossana est née à San Miguel de Tucumán le 3 avril 1966, fille de l'homme d'affaires Elías Chahla, fils d'un immigrant syrien orthodoxe syriaque de Homs, lui-même marié à une Libanaise maronite de Beyrouth, et d'Amelia Testa, une Italienne de Ligurie. Rossana a été élevée dans la religion catholique romaine. Elle a terminé ses études primaires et secondaires au Colegio Nuestra Señora del Huerto dans sa ville natale. Elle a obtenu sa licence et son doctorat en médecine à l'Université nationale de Tucumán.

### Personnalité politique
Elle est depuis 2021 députée nationale pour le Parti justicialiste, représentant la province de Tucumán, où elle a été élue au sein du Frente de Todos. Elle a également été élue maire de San Miguel de Tucumán, la capitale provinciale, le 11 juin 2023, et est la première femme à ce poste. Elle a précédemment travaillé comme ministre de la santé publique de la province de Tucumán entre 2015 et 2019.

### Médecin
En tant que médecin, elle s'est spécialisée en médecine de la reproduction, en colposcopie, en obstétrique et en santé publique et est professeure titulaire de la chaire de gynécologie de l'Université nationale de Tucumán, membre du Collège américain des obstétriciens et gynécologues depuis 2011 et membre de la Société européenne de reproduction humaine et d'embryologie. Elle a été présidente de la Société de gynécologie et d'obstétrique de Tucumán entre 2000 et 2002 et directrice de l'Institut de maternité et de gynécologie Nuestra Señora de las Mercedes entre 2003 et 2015.